# Lars Salomonsson
Lars Erik Salomonsson, född 19 februari 1947 i Katarina församling i Stockholms stad, är en svensk ingenjör och militär.
Salomonsson tog civilingenjörsexamen vid Avdelningen för skeppsbyggnad vid Kungliga Tekniska högskolan i Stockholm 1973 och examen som mariningenjör vid Sjökrigsskolan 1974. År 1975 blev han kapten i Mariningenjörkåren samt tjänstgjorde under 1975 som marindirektör av första klassen vid Huvudavdelningen för marinmateriel i Försvarets materielverk (FMV-M) och 1975–1979 vid Ostkustens örlogsbas. År 1979 befordrades han till örlogskapten i Mariningenjörkåren och var sektionschef i Ostkustens örlogsbas 1983–1984. Han befordrades 1984 till kommendörkapten och var marindirektör av första klassen vid Projektsektionen i FMV-M 1984–1994, befordrad till kommendör 1993. Åren 1994–1997 var han chef för Fartygs- och underhållsavdelningen i FMV-M, varpå han var projektledare för korvett typ Visby 1998–1999, teknisk chef för fartygsbaserade system 2000–2003 och teknisk chef för sjöstridssystem 2003–2007. År 2003 befordrades han till flottiljamiral.
Lars Salomonsson invaldes 1989 som ledamot av Kungliga Örlogsmannasällskapet och 1998 som ledamot av Kungliga Krigsvetenskapsakademien.

## Utmärkelser
- Kungliga Örlogsmannasällskapets förtjänstmedalj i guld (1999)[2]